# 1997 Leverrier
Az 1997 Leverrier (ideiglenes jelöléssel 1963 RC) a Naprendszer kisbolygóövében található aszteroida. Indianai Egyetem fedezte fel 1963. szeptember 14-én.